# VoNR
Voice over New Radio ili Voice over 5G (akronim VoNR ili Vo5G) je visok-brzi bežični komunikacioni standard za usluge glasovnih poziva preko 5G mreža, koristeći mobilni telefone, uređaje za prenos podataka, IoT uređaje, i nosive uređaje. Kao i 4G mreže, 5G nativno ne podržava glasovne pozive koji se tradicionalno prenose putem circuit-switched tehnologije. Umesto toga, glasovna komunikacija se prenosi putem IP mreže, slično IPTV uslugama. Da bi se rešio ovaj problem, implementira se Voice over NR (VoNR), koji omogućava prenos glasovnih poziva putem 5G mreže koristeći istu paket-switched infrastrukturu kao i druge IP-bazirane usluge, kao što su video-strimovanje i slanje poruka.
Slično tome kako VoLTE omogućava glasovne pozive na 4G mrežama, VoNR (Vo5G) služi kao 5G ekvivalent za glasovnu komunikaciju, ali zahteva 5G standalone (SA) mrežu da bi funkcionisao. VoNR nudi bolji kvalitet zvuka od svog prethodnika 4G, uglavnom zbog inherentnog nižeg kašnjenja 5G NR, što omogućava brže uspostavljanje poziva i poboljšanu ukupnu komunikaciju. Dodatno, VoNR uklanja LTE sidro, omogućavajući glasovnom pozivu da ostane potpuno unutar 5G mreže.
VoNR (Vo5G) pozivi se obično naplaćuju po istoj tarifi kao i ostali pozivi, a za obavljanje VoNR poziva, uređaj, njegov softver i mobilni operater moraju svi podržavati uslugu i raditi zajedno u određenom području.